# Julia Stierli
Julia Stierli est une footballeuse suisse née le 3 avril 1997 à Muri, dans le canton d'Argovie en Suisse. Elle évolue au poste de latérale gauche au SC Fribourg.

## Biographie
Julia Stierli naît le 3 avril 1997 à Muri, dans le canton d'Argovie.
Elle étudie la physiothérapie à l'université des sciences appliquées de Zurich.

## Carrière

### En club
Elle débute le football à l'âge de huit ans au FC Muri, club de son village natal, puis part au FC Aarau avant de signer au FC Zurich à 17 ans.

### En sélection
Elle fait ses débuts en équipe nationale le 15 septembre 2017. Elle manque un match des éliminatoires de la Coupe du monde féminine de football 2023 en raison de ses études. Elle est sélectionnée par Nils Nielsen pour participer à l'Euro 2022 organisé en Angleterre. Il s'agit de son premier tournoi continental.

## Palmarès

### En club
- FC Zurich :
  - Championnat de Suisse féminin de football (5) : 2015, 2016, 2018, 2019, 2022
  - Coupe de Suisse féminine de football (5) : 2015, 2016, 2018, 2019, 2022